# Anna Bijns

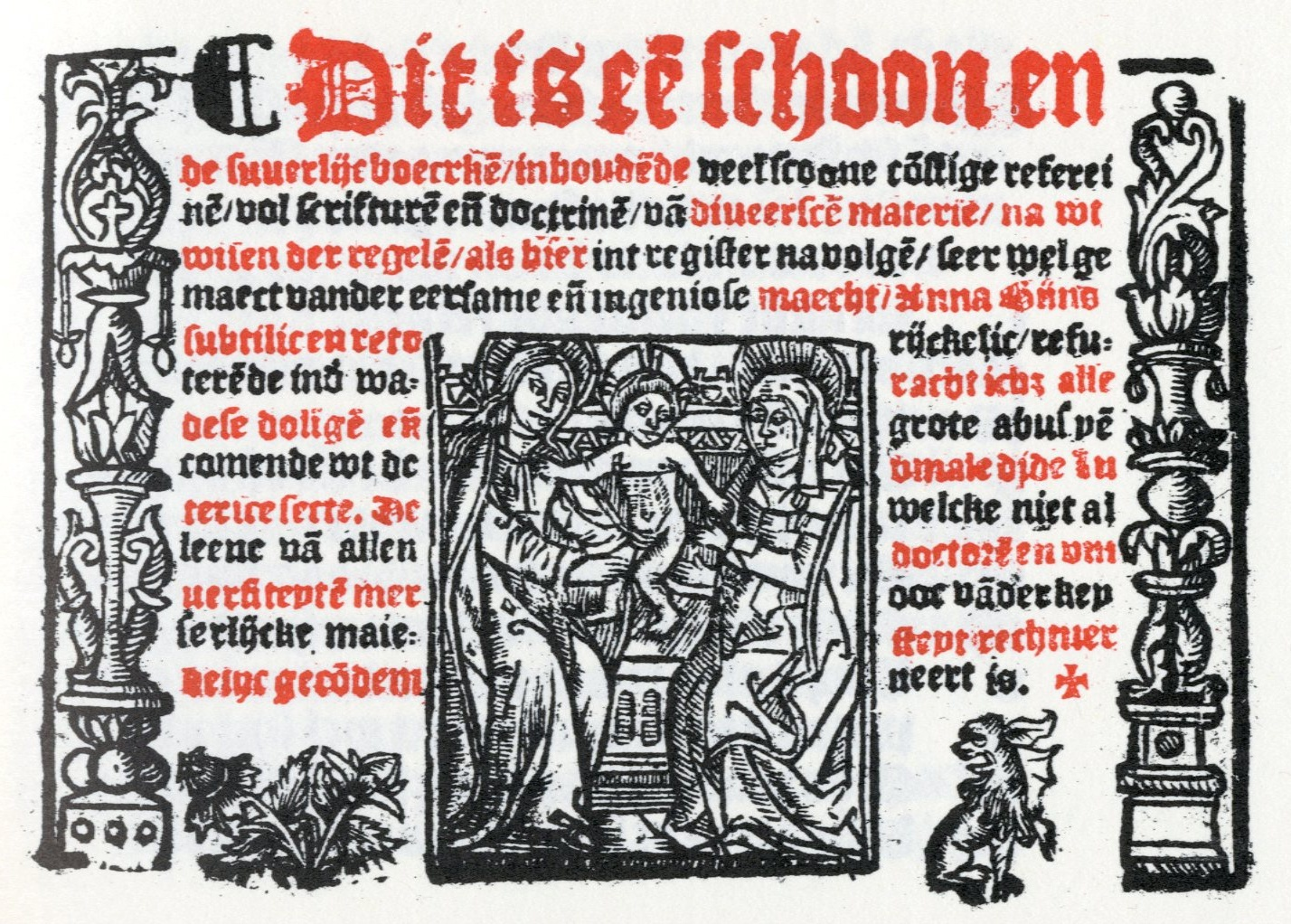
Titelsida till Schoon ende suverlick boecxken, 1528

Anna Bijns (Antwerpen, född 1493 - Antwerpen, död 1575) var en flamländsk pedagog, poet, retoriker och författare. 
Hon var dotter till skräddaren Jan Bijns Lambertsz och Lijsbeth Voochs och gifte sig aldrig.
Även om hon som kvinna nekades medlemskap i en lokal retorikammare kunde hon publicera sina verk och hitta ett brett erkännande för sin litterära talang bland sina samtida. Hon är den första författaren inom den nederländskspråkiga litteraturen som hade den nyligen uppfunna tryckpressen att tacka för sin framgång. Hennes verk trycktes om flera gånger under hennes livstid. I de religiösa konflikterna på sin tid valde hon den katolska kyrkans sida och uttryckte i sina dikter skarp kritik av Martin Luthers läror.  Hon är också känd för sina verser som kritiserar äktenskapet som institution och för sitt resonemang om äktenskapet, där hon förde fram åsikten att ett äktenskap som inte byggde på kärlek inte kunde fungera enligt idealet för trohet, stöd och lojalitet. 